# Бернар Морен
Бернар Морен (фр. Bernard Morin, МФА: [mɔʁɛ̃]; 3 березня 1931, Шанхай, Китай — 12 березня 2018) — французький математик, зокрема тополог.

## Раннє життя та освіта
Морен втратив зір у віці шести років через глаукому, але сліпота не завадила йому зробити успішну математичну кар'єру. Отримав докторську дисертацію (PhD) у 1972 році у Національному центрі наукових досліджень.

## Кар'єра
Морен був членом групи, яка вперше показала виворіт сфери, тобто гомотопію (топологічна метаморфоза), яка починається сферою і закінчується тією ж сферою, але вивернута навиворіт. Він також виявив поверхню Морена, яка є проміжною (половинною) моделлю вивороту сфери, і використав її, щоб довести нижню межу кількості кроків, необхідних, щоб вивернути сферу навиворіт.
У 1978 році Моріен відкрив першу параметризацію поверхні Боя (раніше використовувану як проміжну модель). Його аспірант Франсуа Апері (François Apéry) у 1986 році відкрив іншу параметризацію поверхні Боя, яка відповідає загальному методу параметризації неорієнтованих поверхонь.
Морін працював в Інституті перспективних досліджень у Принстоні, штат Нью-Джерсі. Проте більшу частину своєї кар'єри він провів у Страсбурзькому університеті.

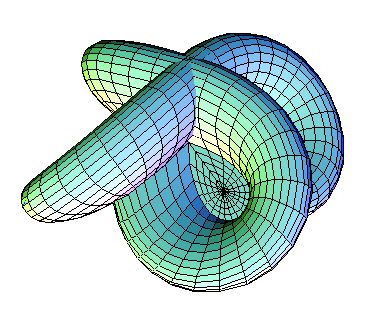
Поверхня Морена